# Gregers Daa
Gregers Daa, född 8 november 1658, död 20 december 1712, var en dansk militär. Han var halvbrors son till Oluf Daa.
Daa deltog i skånska kriget och gick därefter i kejserlig tjänst under kriget mot turkarna på 1690-talet, först som överstelöjtnant och därefter som överste för ett danskt regemente. I stora nordiska kriget deltog han från 1710, då han blev generalmajor. Under slaget vid Gadebusch kommenderade Daa högra flygelns andra linje med skicklighet men blev dödligt sårad.